# 科林斯 (堪薩斯州)
科林斯（英語：Corinth）是位於美國堪薩斯州奧斯伯恩縣的一個非建制地區。

## 地理
科林斯所處的海拔為高於海平面457米（即1499英呎），而該地所採用的時區為UTC-6，即北美中部時區（CST）。同時該地設有夏令時間，為UTC-6調快一小時，即UTC-5（CDT）。